# Wapen van Niue

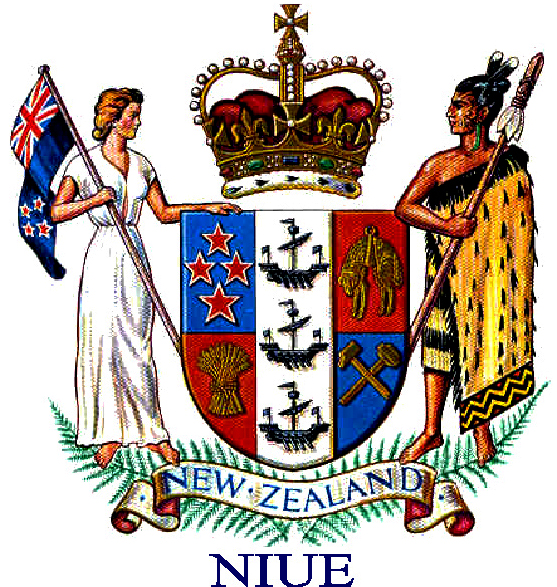
Het wapen van Niue

Het wapen van Niue werd net als het wapen van Nieuw-Zeeland aangenomen in 1956, omdat Niue bij Nieuw-Zeeland hoort. De eerste versie van het wapen (1911-1956), werd door koning George V verleend. Als schildhouders fungeren een Europese vrouw met de vlag en een leider van het Maori-volk in een kaitaka en met een taiaha. Het wapenschild is in vieren gedeeld met linksboven de vier sterren van het sterrenbeeld Zuiderkruis, rechtsboven een gulden vlies dat de veeteelt verbeeldt, linksonder tarwe dat de landbouw symboliseert en rechtsonder twee hamers die de mijnbouw en de industrie verbeelden. Over dit alles heen loopt een pal met daarop drie schepen. Boven het schild staat de kroon van Sint-Eduard.